# 102e division d'infanterie territoriale
Pour les articles homonymes, voir 102e division.
La 102e Division d'Infanterie Territoriale est le nom d'une unité de l’armée française.

## Les chefs de la102eDivision d'Infanterie Territoriale
- 19 janvier 1915 - 28 janvier 1916 : général Villemejane
- 28 janvier - 30 avril 1916 : général Rouvier

## La Première Guerre mondiale

### Composition
- infanterie :

286e Régiment d'Infanterie Territoriale de mai 1915 à mai 1916
292e Régiment d'Infanterie Territoriale de mai 1915 à mai 1916
226e Régiment d'Infanterie Territoriale de mai 1915 à mai 1916
342e Régiment d'Infanterie Territoriale de mai 1915 à mai 1916
- cavalerie :

1 escadron du 28e régiment de dragons de mai 1915 à janvier 1916
1 escadron du 8e régiment de chasseurs à cheval de janvier à mai 1916
- artillerie :

1 groupe de 90 du 51e régiment d'artillerie de mai 1915 à mai 1916

### Historique

#### 1915
- 25 mai – 27 juillet : constitution au camp de La Courtine ; instruction.
- 27 juillet – 30 septembre : transport par V.F. au nord-ouest de Paris. À partir du 13 septembre, mouvement par étapes vers la région de Clermont ; travaux.
- 30 septembre – 3 novembre : mouvement vers le front ; à partir du 2 octobre, occupation d'un secteur vers Andechy et le bois des loges (inclus).
- 3 novembre 1915 – 1er mai 1916 : retrait du front et mouvement, par Montdidier, vers Boves ; travaux à l'est d'Amiens.

#### 1916
- 1er mai : dissolution.

### Rattachements
Affectation organique : Isolée, de mai 1915 à mai 1916 (dissolution).
- Intérieur : 25 mai - 26 juillet 1915
- Gouvernement militaire de Paris : 27 juillet - 30 septembre 1915
- 6e armée : 1er octobre 1915 - 1er mai 1916

### Sources et bibliographie
- AFGG, vol. 2, t. 10 : Ordres de bataille des grandes unités : divisions d'infanterie, divisions de cavalerie, 1924, 1092 p. (lire en ligne).